# Olšovany
Olšovany é um município da Eslováquia, situado no distrito de Košice-okolie, na região de Košice. Tem 9,98 km² de área e sua população em 2018 foi estimada em 676 habitantes.

## Demografia
| Ano:        | 1994 | 2004    | 2014    | 2024    |
| ----------- | ---- | ------- | ------- | ------- |
| Broj ljudi: | 413  | 545     | 612     | 680     |
| Razlika:    |      | +31,96% | +12,29% | +11,11% |

| Ano:               | 2023 | 2024   |
| ------------------ | ---- | ------ |
| Número de pessoas: | 681  | 680    |
| Diferença:         |      | -0,14% |